# Саму Торсті
Саму Торсті (5 вересня 1991 , Вааса ) ) — фінський гірськолижник. Учасник зимових Олімпійських ігор 2014 і 2018.

## Результати в Кубку світу
Усі результати наведено за даними Міжнародної федерації лижного спорту.

### Підсумкові місця в Кубку світу за роками
| Сезон | Вік | Загальний залік | Слалом | Гігантський слалом | Супергігант | Швидкісний спуск | Гірськолижна комбінація |
| ----- | --- | --------------- | ------ | ------------------ | ----------- | ---------------- | ----------------------- |
| 2010  | 18  | —               | —      | —                  | —           | —                | —                       |
| 2011  | 19  | —               | —      | —                  | —           | —                | —                       |
| 2012  | 20  | —               | —      | —                  | —           | —                | —                       |
| 2013  | 21  | —               | —      | —                  | —           | —                | —                       |
| 2014  | 22  | —               | —      | —                  | —           | —                | —                       |
| 2015  | 23  | 96              | —      | 26                 | —           | —                | —                       |
| 2016  | 24  | 149             | —      | 53                 | —           | —                | —                       |
| 2017  | 25  | 112             | —      | 40                 | —           | —                | —                       |
| 2018  | 26  | 105             | —      | 38                 | —           | —                | —                       |

- Станом на 3 березня 2018.

## Результати на чемпіонатах світу
Усі результати наведено за даними Міжнародної федерації лижного спорту.
| Рік  | Вік | Слалом | Гігантський слалом | Супергігант | Швидкісний спуск | Гірськолижна комбінація | Командні змагання | Паралельний слалом |
| ---- | --- | ------ | ------------------ | ----------- | ---------------- | ----------------------- | ----------------- | ------------------ |
| 2021 | 29  | —      | 15                 | —           | —                | —                       | —                 | 12                 |